# 푸른 동굴 (카프리)

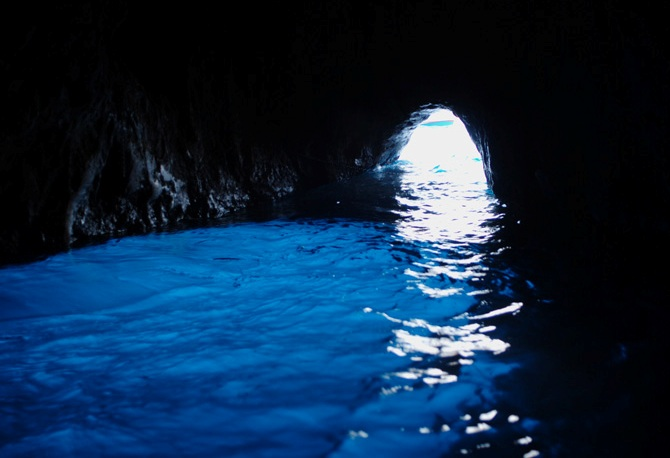
동굴 입구.

푸른 동굴(이탈리아어: Grotta Azzurra)은 이탈리아 카프리섬 해안에 있는 유명한 해식 동굴이다. 햇빛이 수중 공동을 통해 바닷물을 지나면서 푸른색이 반사되어 동굴 안을 비춘다.
동굴의 길이는 60미터이고 너비는 25미터이다. 입구의 너비는 2미터이며 간조 시기에는 약 1미터이므로 간조 때와 바다가 잠잠할 때에만 안전이 보장된다.